# Zaqatala (stad)
Zaqatala (ook: Zagatala) is een stad in het noordwesten van Azerbeidzjan in het rayon Zaqatala.
De stad telt 20.900 inwoners (01-01-2012).
Zaqatala is gelegen aan de rivier de Tala. Voetbalclub FK Simurq Zaqatala komt uit deze stad.

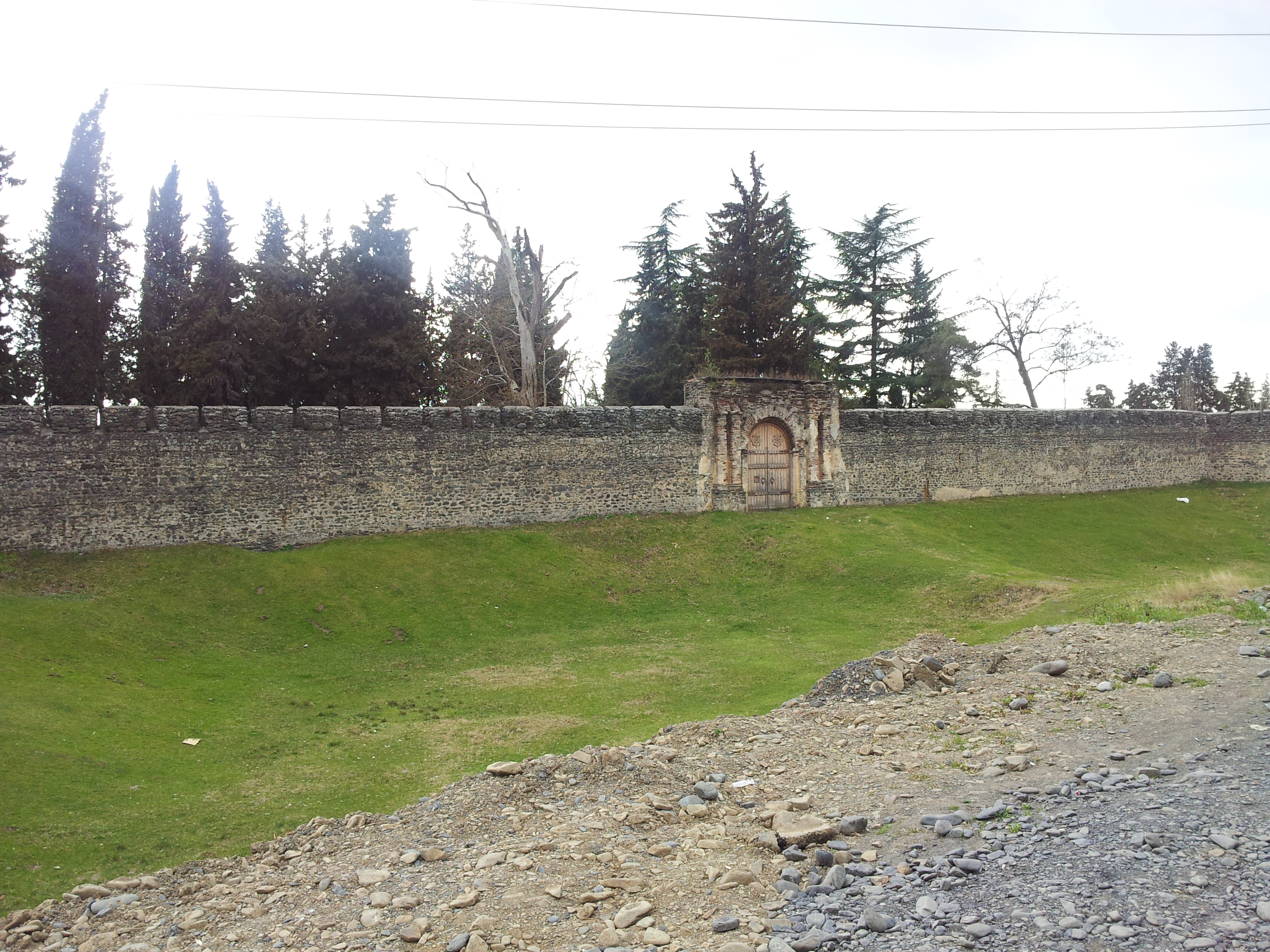
Vesting Zagatala